# Cuș

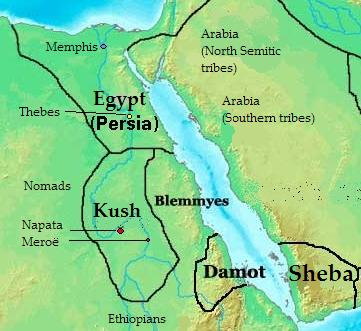
Kuș. Africa în 400 î.Hr.

Potrivit Genezei 10:6 și I Cronici 1:8., Cuș (sau Kuș, ebraică biblică: כוש Kûš - „negru”) a fost fiul cel mai mare al lui Ham, fratele lui Mițraim (Egipt), Canaan și tatăl lui Nimrod. Tradiția îl consideră ca fiind strămoșul eponim al poporului Cuș, locuitorii cu pielea neagră din ținutul înconjurat de râul Gihon, regiune identificată în antichitate cu Arabia Felix și Etiopia.
„Fiii lui Ham au fost: Cuș, Mițraim, Put și Canaan. Fiii lui Cuș: Seba, Havila, Sabta, Raema și Sabteca. Fiii lui Raema: Șeba și Dedan. Cuș a născut și pe Nimrod: el este acela care a început să fie puternic pe pământ.”—Geneza 10:6-8